# بيرت راينهارد
بيرت راينهارد (بالإنجليزية: Burt Reinhardt)‏ هو صحفي أمريكي، ولد في 19 أبريل 1920 في نيويورك في الولايات المتحدة، وتوفي في 10 مايو 2011 في ماريتا في الولايات المتحدة بسبب سكتة.